# Ла (клинопись)
Ла (𒆷, la) — знак шумеро-аккадской клинописи, обозначавший слог [la] и, предположительно, заимствованный в древнеперсидскую клинопись.

## Шумеро-аккадская клинопись

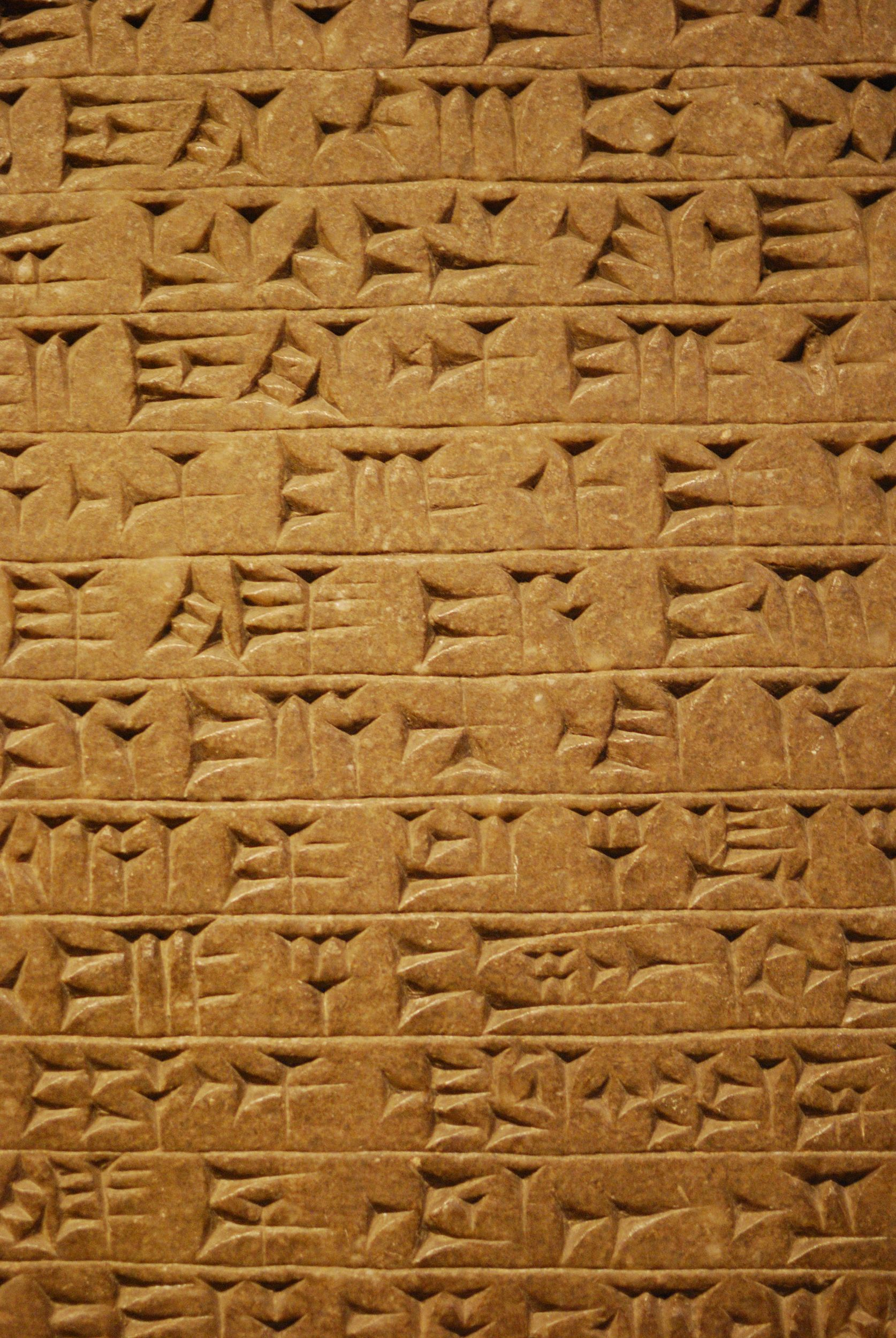
Шумеро-аккадский знак ла — последний клинописный знак во второй строке

Встречается в эпосе о Гильгамеше, где также использовался в качестве шумерограммы (в этом случае передаётся как LA). Широко использовался в Амарнском архиве.
В эпосе о Гильгамеше встречается 348 раз в качестве слогового знака и 5 — в качестве шумерограммы.

## Древнеперсидская клинопись
Ла (𐎾, lᵃ) — единственный знак древнеперсидской клинописи, имеющий шумеро-аккадское происхождение. Обозначал звук [l], а также слоги [la] и [laː].
Форма знака очень близка к форме la в поздневавилонской клинописи и эламской клинописи державы Ахеменидов, что вкупе с идентичным звуковым значением и указывает на его заимствованное происхождение.
В исконно древнеперсидских словах и ассимилированных заимствованиях праиндоевропейский *l перешёл в /r/. По этой причине звук /l/ присутствовал только в четырёх редкоиспользуемых заимствованиях: Haldita (армянское имя), Labanāna (хребет Ливан), Dubāla (район Вавилонии) и Izalā (район Ассирии). В Бехистунской надписи, содержащей более 20 200 фонем, /l/ встречается только три раза.
Знак состоит из двух параллельных левосторонних клиньев, к которым добавлены ещё два дополнительных.
Впервые знак был выделен Генри Роулинсоном, однако он предполагал, что этот знак обозначает некий носовой согласный и передавал его как ña или ñ. 𐎾 был впервые идентифицирован как l Юлиусом Оппертом в 1851 году. Впрочем, сам он считал такую транслитерацию знака лишь гипотетической и допускал, что на самом деле он представляет собой повреждённый 𐎼 r.

## Кодировка
Шумеро-аккадский знак ла был добавлен в Юникод в версии 5.0 в блок «Клинопись» (англ. Cuneiform) под шестнадцатеричным кодом U+121B7.
Древнеперсидский знак ла был добавлен в Юникод в версии 4.1 в блок «Древнеперсидское письмо» (англ. Old Persian) под шестнадцатеричным кодом U+103BE.